# Sinocyclocheilus hyalinus
Sinocyclocheilus hyalinus là một loài cá vây tia thuộc họ Cyprinidae.
Loài này chỉ có ở Trung Quốc.